# Zwartkuifmierklauwier
De zwartkuifmierklauwier (Sakesphorus canadensis) is een zangvogel uit de familie Thamnophilidae (miervogels).

## Verspreiding en leefgebied
Deze soort komt voor in het noorden en westen van het Amazonegebied en telt zeven ondersoorten:
- S. c. pulchellus: noordelijk Colombia en westelijk Venezuela.
- S. c. paraguanae: noordoostelijk Colombia en noordwestelijk Venezuela.
- S. c. intermedius: oostelijk Colombia en noordelijk-centraal Venezuela.
- S. c. fumosus: zuidwestelijk Venezuela en uiterst noordelijk Brazilië.
- S. c. trinitatis: noordoostelijk en zuidoostelijk Venezuela, Guyana en Trinidad.
- S. c. canadensis: Suriname en Frans-Guyana.
- S. c. loretoyacuensis: zuidoostelijk Colombia, noordwestelijk Brazilië en noordoostelijk Peru.

## Status
De grootte van de populatie is niet gekwantificeerd maar de soort wordt omschreven als algemeen. Op de Rode lijst van de IUCN heeft deze soort de status niet bedreigd.